# HMS Wolfhound (L56)
«Вулфхаунд» (англ. HMS Wolfhound (L56) — військовий корабель, ескадрений міноносець «Адміралті» типу «W» Королівського військово-морського флоту Великої Британії за часів Першої та Другої світових війн.
«Вулфхаунд» був закладений у квітні 1917 року на верфі компанії Fairfield Shipbuilding and Engineering Company у Говані. 14 березня 1918 року він був спущений на воду, а 27 квітня 1918 року увійшов до складу Королівських ВМС Великої Британії.

## Історія служби
«Вулфхаунд» надійшов на озброєння занадто пізно, щоб взяти активну участь у Першій світовій війні. У травні його призначили до складу 13-ї флотилії есмінців Великого флоту, а в березні 1919 року — до 2-ї флотилії есмінців. У січні 1930 року під час служби в 6-й флотилії есмінців Атлантичного флоту «Вулфхаунд» був одним із семи есмінців класу V і W, пошкоджених під час шторму.

### Друга світова війна
Після початку Другої світової війни у вересні 1939 року він був одним із старих кораблів свого типу, які було відібрано для переобладнання на протиповітряні («Wair») ескортні есмінці. Коли війська союзників відступали, «Вулфхаунд» став одним із кораблів, що виділялися для підтримки евакуації військ із Франції. 25 травня разом з однотипним «Волсі» обстрілювали наступаючі німецькі частини поблизу Кале. Наступного дня «Вулфхаунд» переправив берегову групу до Дюнкерка для координації евакуації; під час зворотної подорожі до Дувра він забрав з французького берега 142 воїна. 29 травня есмінець був сильно пошкоджений під Дюнкерком німецькими бомбардувальниками, він фактично був зламаний навпіл. Після тривалого ремонту корабель повернувся до строю і виконував завдання з патрулювання в Північному морі. Після перемоги у війні «Вулфхаунд» відрядили для підтримки визволення Норвегії. 14 травня він та «Вулсі» були направлені з норвезькими корветами для проведення розчищення мінних полів поблизу Бергена.
18 лютого 1948 року «Вулфхаунд» був переданий BISCO і пізніше того ж року відбуксований до річки Форт, де корабель розібрали на брухт.